# Црква Свете Тројице у Доњој Бадањи
Црква Свете Тројице у Доњој Бадањи, насељеном месту на територији града Лознице, подигнута је 1935. године. Припада Епархији шабачкој Српске православне цркве.
Црква у Доњој Бадањи посвећена је Светој Тројици, подигнута је на плацу Томе Росића, који је он поклонио за подизање цркве. Црква је подигнута у помен краља Александра I Карађорђевића, који је погинуо 1934. године у Марсеју. Градња цркве је почела 15. марта/2. априла 1935. године, а завршена 15. октобра/2. новембра исте године. Звоно на цркви је набављено добротворним прилогом Милоша П. Лазаревића из Доње Бадање
Освештана је 1937. године од Епископа шабачко-ваљевског др Симеона (Станковића).